# جزبل رنگین ایتوهی
جزبل رنگین ایتوهی (نام علمی: Delias hyparete itohi) گونه‌ای پروانه است که در تیره کاهی‌بالان و سرده هاشوربالان قرار دارد.

## زیستگاه
- جزیره سیمولوی اندونزی